# Deborah Richter
Deborah Richter, também creditada em muitos filmes como Debi Richter (Los Angeles, 30 de setembro de 1961), é uma atriz norte-americana.
Depois de ter participado do Miss Califórnia na década de 1970, foi convidada a trabalhar num episódio da série de TV The Waltons na temporada de 1977. Entre 1977 e 1979, atuou com pequenos papéis em vários seriados, principalmente em Baretta e Charlie's Angels. Ainda em 1979, foi selecionada para atuar no longo-metragem "Hometown U.S.A.", onde fez sua estréia no cinema.
Na década de 1980, trabalhou paralelamente no cinema e na televisão, e seus principais trabalhos nesta época, são: Barnaby Jones, The Fall Guy, T. J. Hooker, Airwolf, "All Is Forgiven" (uma das protagonistas do seriado na única temporada de 1986), Hill Street Blues (uma das protagonistas com atuação nas temporadas de 1985, 1986 e 1987) e Cyborg (uma das protagonistas ao lado de Jean-Claude Van Damme).
A década de 1990 não foi tão promissora como a anterior, atuando em apenas três seriados: "Gabriel's Fire", "Lookwell" e "Men Behaving Badly", e a partir dos anos 2000, tem atuado somente um filmes de curta-metragens. Seu último longa metragem foi em 2001, fazendo o papel de Vikki em "Cahoots".